# Parochetus
Parochetus is een geslacht van 
vlinderbloemige, vaste en kruidachtige planten. De bladeren doen sterk aan klaver denken en de bloemen hebben een opvallende kobaltblauwe kleur. 
Er zijn twee soorten bekend: Parochetus africanus en Parochetus communis. Van nature groeien ze in respectievelijk het oosten van Afrika (P. africanus) en het zuidelijke en centrale deel van Azië (P. communis).

## Soorten
- Parochetus africanus Polhill
- Parochetus communis Buch.-Ham. ex D. Don - Himalayaklaver